# 점액종

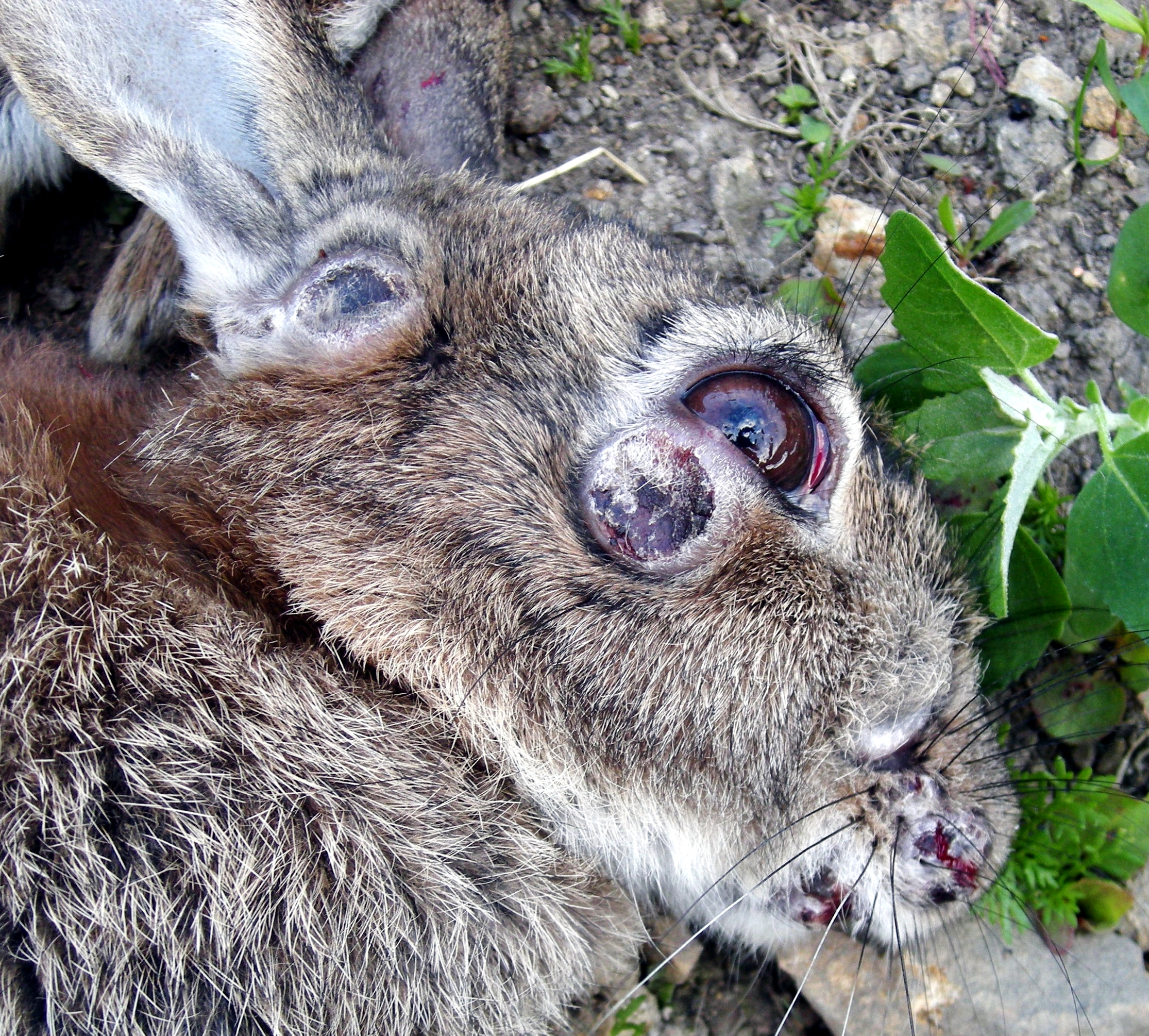
점액종의 로잔 균주가 있는 유럽토끼(European rabbit). 영국 웨스트요크셔주.

점액종(Myxomatosis)은 레포리폭스바이러스속 폭스바이러스의 하나인 점액종 바이러스에 의해 발병하는 질병이다. 자연 숙주는 남아메리카와 북아메리카의 브라질토끼(Sylvilagus brasiliensis), 북아메리카의 덤불토끼(Sylvilagus bachmani)이다. 점액종 바이러스는 이 종들에게 온화한 정도의 질병만을 일으키지만 굴토끼(Oryctolagus cuniculus)에게는 심각하고, 일반적으로는 치명적인 질병을 일으킨다. 점액종은 바이러스가 순진한 숙주에게 순응하는 종으로부터 점프할 때 발생하는 바의 좋은 예이며 이러한 이유로 널리 연구되고 있다. 바이러스는 1950년대에 유럽토끼 개체수를 통제하기 위해 오스트레일리아, 프랑스, 칠레에 의도적으로 살포되었다.

## 병인
점액종 바이러스는 레포리폭스바이러스속(폭스바이러스과, 코르도두바이러스아과)에 속한다. 다른 폭스바이러스들처럼 점액종 바이러스는 선형 겹가닥 DNA의 대형 DNA 바이러스이다. 바이러스 복제는 세포의 세포질에서 발생한다. 자연 숙주는 남아메리카와 중앙아메리카에서는 브라질토끼이며 북아메리카에서는 덤불토끼이다. 점액종 바이러스는 이 종들에게서 온화한 정도의 질병만을 일으키며 그 증상은 피부혹 형성으로 제한된다.
점액종은 점액종 바이러스에 의해 발병되며 굴토끼에게는 치명적인 질병이다. 각기 다른 균주가 독성에 따라 다양하게 존재한다.

## 유럽토끼에서의 임상적 표출
Meredith(2013)에 따르면, 일반적인 질병의 시간적 변화는 다음과 같다:
| 감염 후 일수 | 임상적 증상                                     |
| ------------ | ----------------------------------------------- |
| 2-4          | 감염 부위의 부기                                |
| 4            | 발열                                            |
| 6            | 눈꺼풀, 안면, 귀 아래쪽, 회음부의 부기          |
| 6            | 2차 피부병변 (눈꺼풀의 빨간 점, 신체 질량 증가) |
| 6-8          | 분명한 안구, 비강 분비물                        |
| 7-8          | 호흡곤란                                        |
| 8-9          | 저체온증                                        |
| 10           | 부기로 인한 눈꺼풀의 완전한 닫힘                |
| 10-12        | 사망                                            |

## 치료
오늘날 점액종에 대한 특정한 치료법은 존재하지 않는다. 치료 시도가 결정되면 장기간의 고통을 피하기 위해 주의깊은 모니터링이 필수적이다. 과거 접종을 맞은 토끼, 또 희석된 균주에 감염된 토끼는 수분, 음식을 통한 지지적 관리와 항생물질을 통해 치료할 수 있다.

## 참고 문헌
- Deane, C.D. 1955. Note on myxomatosis in hares. Bulletin of the Mammal Society of the British Isles. 3: 20.
- Fenner, Frank. 1965. Myxomatosis. Cambridge University Press. ISBN 978-0521049917.